# I viali di circonvallazione
I viali di circonvallazione (Les Boulevards de ceinture, 1972) è il terzo romanzo dello scrittore francese Patrick Modiano pubblicato in prima edizione il 6 ottobre del 1972 e tradotto in italiano l'anno successivo; nel '72 vinse il premio Grand prix du roman de l'Académie française.
Con i due precedenti ("La Place de l'Étoile", 1968 e "La Ronde de nuit", 1969) continua il filone di romanzi che ha come sfondo l'occupazione tedesca di Parigi (1940-1944).

## Trama
Il romanzo si apre con una suggestiva cartolina che raffigura tre uomini all'interno di un ristorante, il Clos-Foucré: un ebreo, il più corpulento, che risponde al nome di Chalva Henri Deyckecaire, è seduto su una poltrona. Un secondo, Jean Muraille, è chino su di lui come per dirgli qualcosa a voce bassa e un terzo, Marcheret sta in piedi, in secondo piano, e sorride, leggermente impettito.
Il narratore è un giovane di ventisette anni, che afferma di chiamarsi Serge Alexandre, e che si trova lì per un motivo ben preciso: l'ebreo in questione è infatti suo padre, di cui ha perso ogni traccia dieci anni prima, dopo un tragico incidente di cui non viene detto nulla fino a metà dell'opera.
Vengono introdotti i vari personaggi tra cui spicca l'incontro con Sylviane Quimphe, una donna dai capelli rossi ed ex prostituta che cerca di ottenere qualcosa di più dal giovane Alexandre, che durante il corso dell'intera narrazione ripete quanto poco si senta un bell'uomo.
Il racconto segue le vicende di questi uomini, intenti a conversare di politica, cultura, affari, ma che, nel corso del tempo, diventano via via sempre più loschi. Pian piano Serge comincia a inserirsi nella loro cerchia, viene invitato nelle loro case e inizia a porre domande, sempre un poco più insistenti, sul padre e sui rapporti che lo legano a quella combriccola di truffatori.
Tra i tre uomini si lega in particolar modo con Jean Muraille, direttore di un giornale, ma fa molta fatica a rispondere alle sue domande. Ammette di essere un romanziere, lavoro non tanto stimato all'epoca della guerra, dove nessuno aveva più voglia e tempo di rilassarsi leggendo frivolezze, ma riesce ad incuriosire il Direttore che, dopo poco tempo, lo invita a scrivere per il suo giornale.
La seconda parte dell'opera presenta un flashback nel quale il narratore rievoca il giorno in cui conobbe suo padre, dieci anni prima, all'età di diciassette anni. 
All'epoca Serge si trovava al collegio Sant'Antonio di Bordeaux e un giorno il sorvegliante era venuto ad avvisarlo che qualcuno, nel parlatorio, lo attendeva. Era uno sconosciuto, dalla pelle bruna e un abito di flanella, che si presentò come suo padre: mentre passeggiavano vennero fermati da un signore, che aveva intuito come l'uomo volesse far scappare il figlio. La fuga riuscì ugualmente: padre e figlio riuscirono a prendere un taxi e raggiungere la Gare Saint-Jean. Chalva, suo padre, gli spiegò che gli affari lo avevano tenuto distante da lui, ma che da quel momento in avanti avrebbero vissuto insieme a Parigi e non si sarebbero più lasciati.
Andarono a vivere insieme in appartamenti sempre diversi, che erano costretti a cambiare a causa del lavoro del padre; e nei primi tempi costui era di una cortesia e di un rispetto verso il figlio raramente riscontrata in un genitore. Dopo una settimana Serge comprese che l'attività del padre era quella di falsario: lavorava infatti per ricchi collezionisti disposti a pagare ingenti somme anche solo per una firma di qualche personalità importante su una pagina strappata di un libro. Ben presto anche Alexandre si unì a quell'attività. Un giorno andarono per vendere un francobollo, ma una dozzina di persone presero suo padre da parte domandandogli se fosse autentico o meno e lui, preso alla sprovvista, non riuscì a rispondere: uno di quei forsennati lo prese per il colletto e lo schiaffeggiò davanti a tutti mentre un altro lo imbottiva di pugni. Serge, però, grazie ad un ombrello, riuscì a salvare il padre e insieme scapparono.
I giorni continuarono come di consueto; i due acquistarono una limousine d'occasione a bordo della quale facevano passeggiate notturne per Parigi, nei vecchi viali di circonvallazione, e frequentavano caffè, teatri e ristoranti.
Il 17 giugno, dopo una domenica passata a lavorare per i vari arrondissement, che aveva reso il padre molto più triste del solito, decisero di rientrare a casa servendosi del metrò. Si imbucarono nella fermata di George V, dove, in mezzo alla folla, Serge si trovava sul marciapiede davanti al padre.  Quando arrivò il convoglio, Serge era in prima fila, sul bordo del marciapiede, senza possibilità si retrocedere. Proprio in quel momento Serge si sentì spingere brutalmente sulla schiena e si risvegliò più tardi, su una delle panche della stazione. Era stato suo padre a spingerlo, se ne era reso conto perché aveva avvertito il contatto con l'anello che il padre portava al dito e che si era conficcato tra le sue scapole, per fortuna i passanti erano riusciti a salvarlo.
I poliziotti, chiamati a intervenire, condussero entrambi in commissariato ma nessuno dei due, né il padre né il figlio, accennò alle cause dell'incidente.
Una volta usciti Serge provò a chiedere spiegazioni al padre di questo gesto, ma non ne ricevette: deciso a non avercela con lui per il fatto compiuto lo portò a bere in un pub, ma, dopo qualche ora, il padre scomparve in un'entrata del metrò e da quel giorno Serge non lo vide più.
Si ritorna così all'ultima parte del racconto. Dieci anni dopo lo incontrò in quel pub, e lo avvicinò, deciso più che mai a rivelargli il proprio nome, pur non essendo sicuro se il padre realmente non lo riconoscesse o se solo facesse finta, per non riportare alla memoria quanto accaduto.
Quando la guerra iniziò ad essere troppo pericolosa, il padre, in quanto ebreo, decise di fuggire in Belgio, ma nella hall del Tuilerie-Wagram, l'albergo dove si sarebbe dovuto incontrare con il figlio per scappare insieme a lui, viene fermato dai poliziotti che lo arrestano insieme allo stesso Serge che, proprio in quel momento, decide di rivelare a tutti la verità.
"Poco fa, mentre salivamo sull'auto, ci hanno pestato un poco, e adesso dobbiamo avere due facce strane; come quelle dei due clown, tanto tempo fa, al circo Médrano."

## Tematiche
L'opera riprende le stesse tematiche che Modiano affrontò nei romanzi precedenti e che continuò ad affrontare in quelli successivi. 
Qui ritroviamo:
- il rapporto con il padre, che qui è rappresentato dal rapporto quello tra Serge Alexandre (nome di fantasia) e il "barone" Chalva Henri Deyckecaire;
- la tematica del tempo e della memoria, che in questo libro crea un parallelismo tra i fatti accaduti nel presente narrativo e nei dieci anni antecedenti;
- l'ambientazione parigina;
- il mestiere di antiquario/falsario;
- l'incontro con tre uomini che qui hanno il nome di Deyckecaire, Muraille e Marcheret.

## Paesaggio
Lo sfondo descritto dall'autore e che fa da cornice all'incontro tra i protagonisti è uno scenario cupo, costituito da pub schiacciati tra i numerosi viali di circonvallazione della città di Parigi; bordelli, prostitute agli angoli delle strade, falsari.
È come se l'intero racconto fosse suddiviso su due differenti piani paesaggistici; da una parte vi è il Clos-Foucré, una sorta di bar e hotel nei pressi di Fontainebleau dove il narratore, Serge, incontra il padre per la prima volta, dieci anni dopo averne perso ogni traccia.
Verso la fine della narrazione (e nei flashback) troviamo invece i Viali di Circonvallazione (che danno nome al titolo) nei quali avvengono le numerose passeggiate tra il figlio, ansioso di conoscere e sapere, e un padre silenzioso che, anche nella conclusione, non ci si rende conto se sia pentito dei propri gesti o meno, tanto è chiuso in sé stesso.

## Rapporto con il Padre
"Dopo lo spiacevole avvenimento sul metrò mi sarei augurato che ci fosse una chiarificazione tra noi. Impossibile. Mi opponeva una tale forza di inerzia che ho preferito non insistere oltre"
Il rapporto tra Serge Alexandre, il figlio di cui non conosciamo il reale nome, e suo padre, Chalva Deyckecaire, è un rapporto molto controverso, che si basa su pochi ricordi e poche parole, ma nel quale, almeno da parte del figlio, si nota un profondo affetto.
Il narratore racconta di averlo incontrato per la prima volta a diciassette anni, ovvero dieci anni prima; egli si trovava in collegio di Bordeaux, e non ci viene narrato il perché. Insieme scappano, alla volta di Parigi e in questa prima parte di narrazione viene a più riprese sottolineato quanto egli sia orgoglioso del figlio, che ha appena ottenuto la Licenza Liceale che porta con sé, nel portafoglio, pronto a tirarla fuori per mostrarla a tutti.
Dopo una settimana di convivenza Serge scopre che il padre è un falsario e ben presto anch'egli comincia a lavorare con lui, falsificando dediche che contenevano anche accenni alla vita privata degli autori.
"Incoraggiato dal primo successo, decisi di inventare io delle false dediche che avrebbero rivelato, ciascuna, un aspetto inatteso di questo o di quell'autore. Quelli di cui imitavo più facilmente la scrittura erano Charles Maurras e Maurice Barrès. Vendetti per cinquecentomila franchi un Maurras, grazie a questa piccola frase: <<Per Lèon Blum, a testimonianza di ammirazione. E se pranzassimo insieme? La vita è tanto breve... Maurras>>"
Trafficarono così fino ad una Domenica di metà Giugno, del quale il narratore si costringe a narrare il "doloroso episodio del metrò George V": quel giorno, per motivi che rimangono sconosciuti anche in conclusione del romanzo, il padre spinge il ragazzo sulla schiena, facendolo cadere sui binari, sotto il convoglio in arrivo. E il figlio, proprio per questo grande affetto che lo lega a lui, pur avendo riconosciuto il grosso anello del padre piantato tra le sue scapole, decide di perdonarlo: ma più chiede spiegazioni, più il padre si chiude in un atroce silenzio che lo porterà poi, una sera, a ingolfarsi nell'imboccatura del metrò e sparire, così, senza dire nulla, come aveva fatto fino a quel momento.
Anche dieci anni dopo, quando il figlio lo ritrova in quel Clos-Foucré, non si riesce a capire se il padre non riesca a riconoscerlo o se invece faccia finta di niente, aspettando il momento giusto per gettare la maschera. E quando, nella conclusione, il figlio si rivela, consegnandosi insieme al padre alle forze dell'ordine, non si riesce a capire quale sia la risposta di quel genitore, se se lo immaginasse o se invece sia stato colto dalla sorpresa.

## Personaggi
- Jean Muraille:

direttore del giornale C'est la vie, si legò da giovanissimo al caffè Brébant, con un gruppo di giornalisti del "Matin" che lo indussero alla professione.
"Il suo motto era: <<Niente minacce. Una semplice pressione.>>"
Dopo un po' venne promosso redattore, ma gli articoli che gli venivano dati da scrivere non lo soddisfacevano; rimase comunque a lavorare in quella bottega per tre anni, a causa della generosità del padrone, che gli passava un quarto dei propri guadagni. Quando Muraille raggiunse i venticinque anni il padrone morì e per lui furono tempi difficili; cominciò a scrivere qualche articolo di politica estera, fu chiamato in tribunale per alcuni suoi trafiletti e ben presto la sua reputazione divenne detestabile negli ambienti giornalistici.
All'incontro con il narratore, tuttavia, le cose erano cambiate: "trionfava" così come scrive l'autore. Dirigeva finalmente un suo giornale, era divenuto un uomo distinto, che non si faceva illusioni sul proprio conto.
"Un compagno d'armi gli aveva sparato per sbaglio, mentre puliva il fucile, e la pallottola era andata a finire ad alcuni centimetri dal cuore. Quante volte mi ha ripetuto: <<Quando sarò condannato a morte senza circostanze attenuanti, quelli che saranno incaricati di riempirmi di dodici pallottole potranno risparmiarne una.>>"
- Guy De Marcheret conte d'Eu:

era originario del quartiere di Ternes; sua madre, vedova di un colonnello, aveva cercato di educarlo il meglio possibile e il suo più grande desiderio era che il figlio si facesse prete così da non correre rischi.
Tuttavia, a quindici anni, l'idea di Marcheret era un'altra, ovvero abbandonare velocemente il loro minuscolo appartamento e scappare; preda della pigrizia seguì studi caotici, venne espulso dal liceo Chaptal per aver rotto la testa ad un compagno, iniziò a frequentare bordelli e caffè, a giocare d'azzardo fino all'alba. Ma la colpa non era mai sua, secondo la madre: la colpa era degli altri, dei cattivi, dei comunisti, degli ebrei, e così Guy crebbe nella convinzione di far sempre quello che andava fatto, senza sbagliare mai.
Una sera entrò in un cinema in cui proiettavano "Le grand jeu", un film con Pierre-Richard Wilm: la storia di un giovane che si arruolava nella Legione lo convinse a rimanere in quel cinema a guardarlo per ben due volte, immaginando sé stesso al posto di quell'attore; decise così di arruolarsi il giorno successivo.
Due anni dopo, mentre era di stanza in Marocco, venne informato della morte della madre e decise di tornare in Francia con un pappagallo e la malaria. Ebbe la fortuna di incontrare un ex legionario come lui che gestiva un bar in Rue d'Armaillé: questo adottò il pappagallo e gli garantì vitto e alloggio, fin quando Marcheret "riprese gusto alla vita" e con quel fascino da nostalgico del deserto cominciò ad apparire nei locali notturni vestito dell'antica uniforme, facendo palpitare i cuori delle donne che gli stavano intorno.
- Maud Gallas:

aveva iniziato la carriera come cantante ed era poi diventata gerente di un locale notturno del quartiere di Plaine Monceau. Un suo amico aveva comprato il Clos-Foucré e lei aveva iniziato ad occuparsi dell'albergo.
- Annie Muraille:

ventidue anni, bionda diafana, si diceva fosse la figlia di Jean Muraille, ma ciò non viene dato per certo nemmeno alla fine del romanzo. Il suo desiderio era fare carriera nel cinema e si era fidanzata con Marcheret, con il quale si sposerà alla fine del romanzo, perché era il miglior amico di Muraille.
Il suo legame con il "padre" era fortissimo: il narratore la descrive come una giovane attrice mancata e una "ninfomane" prodiga del suo corpo che soffriva di tubercolosi e, poiché a quei tempi non si guariva ancora da quella malattia, voleva godersi la vita.
- Sylviane Quimphhe:

suo padre era un guardiano notturno in una vecchia fabbrica e lei aveva passato tutta l'adolescenza in un quadrilatero a nord dell'Avenue Daumesnil. Da giovane era una donna molto curiosa, affascinata dalle zone privilegiate di quella cittadina: un giorno due uomini le offrirono un biglietto Parigi-Milano andata e ritorno e, con progetti ben precisi sull'avvenire della ragazzina, la resero una sorta di "prostituta itinerante".
"Trovava clienti durante tutto il viaggio e [...] ricordava un Parigi-Zurigo durante il quale ricevette [...] uno dietro l'altro otto uomini. Non aveva ancora vent'anni."
Un giorno fece la conoscenza di Jean-Roger Hatmer, un giovane facoltoso appartenente ad una famiglia che si era distinta nel commercio degli zuccheri e dei tessili, che la accolse e visse con lei per quattro mesi, preoccupandosi dei suoi bisogni e offrendole, ogni domenica, un cofanetto pieno di gioielli e di banconote "per ogni evenienza".
"Un giorno le lasciò questo biglietto: <<Stanno per convocarmi in una casa di cura. Non potremo più vederci. Resta ancora un piccolo Tintoretto sulla parete sinistra del salotto. Prendilo e vendilo. Per ogni evenienza.>>"
Da quel giorno non ebbe più notizie di lui ma fu libera da ogni preoccupazione materiale per il resto della vita.

## Costanti Narrative
Come nelle altre opere di Patrick Modiano, anche ne I viali di circonvallazione sono presenti continui richiami alla vita dell'autore e alla sua terribile adolescenza nel collegio-liceo Saint-Joseph (Thônes), al rapporto con il padre e con il mestiere di antiquario.
Tra i tanti, il nome stesso usato per il personaggio del padre, ovvero Henri, richiama la falsa identità (Henri Lagroux) assunta dal vero padre di Modiano, Albert Modiano, durante l'Occupazione.

## Edizioni
- Patrick Modiano, I viali di circonvallazione, traduzione di Annamarcella Falco Tedeschi, Palermo, Rusconi, 1973, ISBN 9788838921520.